# Arlington National Cemetery
Arlington National Cemetery, i Arlington, Virginia, er en militærkirkegård nær Washington D.C. som blev etaberet under den amerikanske borgerkrig på området ved Arlington House, der tidligere var bolig for general Robert E. Lee og hans familie.
Kirkegården ligger på den anden side af Potomacfloden, set fra Washington D.C., nær ved Pentagon.
Over 290.000 mennesker ligger begravet på området. Veteraner og dræbte i alle USA's krige ligger begravet på kirkegården, lige fra Den amerikanske uafhængighedskrig til de seneste krige i Afghanistan og Irak. Døde fra før Borgerkrigen er blevet genbegravet her efter år 1900.
Sammen med Mill Springs National Cemetery er Arlington den ældste militærkirkegård i USA, som fortsat er i brug.
Arlington National Cemetery administreres af det amerikanske krigsministerium. Arlington House og området omkring det administreres af National Park Service som et mindesmærke for Robert E. Lee.

## Historie
Traditionelt er amerikanske militærkirkegårde udsprunget af behovet for at begrave dræbte soldater i nærheden af fronten. Da antallet af dræbte i den Amerikanske Borgerkrig overvældede kirkegårdene omkring Washington DC foreslog general Montgomery C. Meigs i 1864 en del af Robert E. Lee's familieejendom ved Arlington skulle inddrages til kirkegård. "Arealerne omkring ejendommen", skrev Meigs, "er perfekt egnede til en sådan anvendelse." De første begravelser fandt sted i Arlington inden blækket var tørt på Meigs's forslag. Ved krigens slutning var der 16.000 grave rundt om huset. Custis Lee, ejendommens arving, lagde sag an mod regeringen om ejerskab af området. Efter at USA's højesteret i 1882 havde givet ham ret, betalte kongressen ham 150.000$ for området.

## De ukendte soldaters grav
De ukendte soldaters grav på Arlington National Cemetery ligger på toppen af en bakke med udsigt over Washington D.C. og er et af de mere populære steder på kirkegården. Graven er lavet af Yule marmor fra Colorado. Den består af 7 stykker som til sammen vejer 72 tons. Graven blev åbnet for offentligheden den 9. april 1932.
Oprindelig var det den ukendte soldats grav, men siden er der blevet begravet flere i den. Den rummer i dag:
- Ukendt soldat fra 1. verdenskrig, begravet den 11. november 1921. Præsident Warren G. Harding ledede ceremonien.
- Ukendt soldat fra 2. verdenskrig, begravet den 30. maj 1958. Præsident Dwight D. Eisenhower ledede ceremonien.
- Ukendt soldat fra Koreakrigen, også begravet den 30. maj 1958. Præsident Dwight D. Eisenhower ledede ceremonien.
- Ukendt soldat fra Vietnamkrigen, begravet den 28. maj 1984. Præsident Ronald Reagan ledede ceremonien. Resterne af denne soldat blev exhumeret efter ordre fra præsident Bill Clinton den 14. maj 1998, og blev identificeret som tilhørende Air Force 1st Lt. Michael J. Blassie, hvorefter han blev genbegravet af familien nær deres hjem i St. Louis. Det er blevet besluttet at krypten i De ukendte soldaters grav som indeholdt resterne af den ukendte soldat fra Vietnam skal forblive tom.

De ukendte soldaters grav er til stadighed bevogtet af den amerikanske hær. Enheden "The Old Guard" startede bevogtningen af graven den 6. april 1948.

## Arlington Memorial Amphitheater
De ukendte soldaters grav er en del af Arlington Memorial Amphitheater. Amfiteatret har huset statsbegravelser, Memorial Day og Veterans Day ceremonier. Der holdes også påskeceremonier. Ca. 5.000 mennesker deltager i disse ceremonier hvert år.
Amfiteatret var resultatet af en kampagne gennemført at Ivory Kimball med henblik på at bygge et sted hvor Amerikas soldater kunne hædres. Kongressen godkendte projektet den 4. marts 1913. Woodrow Wilson lagde grundstenen til bygningen den 15. oktober 1915.

Inden amfiteatret blev færdigt i 1921 blev betydningsfulde ceremonier afholdt i det er nu kaldes det gamle amfiteater. Det ligger der hvor Robert E. Lee engang havde sin have. Amfiteatret blev bygget i 1868 under ledelse af General John A. Logan. Gen. James Garfield var hovedtaleren ved indvielsen den 30. maj 1868.

## Andre grave og mindesmærker
Blandt de ofte besøgte steder på kirkegården er "Iwo Jima"-mindesmærket og klokkespillet fra det hollandske folk (Netherlands Carillon). Begge disse steder ligger faktisk lige udenfor kirkegården.
Præsident John F. Kennedy ligger begravet sammen med sin kone og to af deres børn. Han blev begravet her den 14. marts 1967. Hans grav er markeret med en evig flamme. Hans bror Senator Robert F. Kennedy ligger begravet lige i nærheden. Hans grav er markeret med et simpelt kors.
På en del af området husedes en overgang under Borgerkrigen over 1.100 tidlige slaver.
I Sektion 27 ligger mere end 3.800 tidligere slaver begravet. De er kendetegnet ved at der står "Civilian" eller "Citizen" på gravstenene.
På kirkegården er der også et område med grave for soldater fra Sydstaterne under borgerkrigen samt et tilhørende mindesmærke.
I nærheden af de ukendte soldaters grav står et mindesmærke over de 266 mand som mistede livet om bord på USS Maine ved sænkningen i Havana på Cuba. Mindesmærket er bygget omkring masten, som blev bjerget fra skibets vrag.
Mindesmærket for USS Maine har også været anvendt som midlertidig gravplads for allierede statsoverhoveder, som døde i eksil i USA under 2. verdenskrig og som afventede at de kunne blive returneret til deres hjemland. De var Manuel L. Quezon fra Filippinerne og Ignacy Jan Paderewski fra Polen.
På en knold lige syd for Arlington House med udsigt til Washington Monument og Capitol, ligger et mindesmærke for Pierre-Charles L'Enfant, arkitekten som lavede byplanen for byen Washington. Hans rester ligger under er lille marmor mindesmærke hvori er aftegnet hans byplan.
Der er mindesmærker for dem, som blev dræbt ved to terrorist angreb:
- Pentagon mindesmærket, som er formet som Pentagon, er til minde om de 184 ofre for angrebet på Pentagon den 11. september 2001.
- Lockerbie mindesmærket cairn, the Lockerbie memorial Arkiveret 16. juni 2008 hos  Wayback Machine, som er til minde om de 270 som blev dræbt i Pan Am Flight 103 over Lockerbie, Skotland. Mindesmærket består af 270 sten, en for hver af de dræbte.

Hertil kommer en lang række andre små og store mindesmærker.

## Kendte begravet på Arlington

### Bemærkelsesværdige militærpersoner
- Creighton Abrams (1914-1974), United States Army General som ledede USA's militære operationer i Vietnam krigen fra 1968-1972
- "Hap" Arnold (1886-1950), første general i US Air Force
- Harry F. Bauer (1904-1942), Skipper på the USS Gregory i 1942. Tildelt Silver Star posthumt for indsats ud for Guadalcanal.
- Gordon Beecher (1904-1973), United States Navy Viceadmiral og komponist
- Jeremy Michael Boorda (1939-1996), US Navy Admiral og Chief of Naval Operations
- Gregory "Pappy" Boyington (1912-1988), 2. verdenskrig Marine Corps jager-es, modtager af Kongressens æresmedalje, og kommandør af "Black Sheep Squadron"
- Omar N. Bradley (1893-1981), kommanderede 12. Armégruppe i Europa under 2. verdenskrig, første formand for Joint Chiefs of Staff
- Ruby G. Bradley (1907-2002), oberst og med 34 medaljer, en af de mest dekorerede kvinder i USA's militærhistorie.
- Miles Browning (1897-1954), flådeofficer i 1. verdenskrig og 2. verdenskrig, helt fra Slaget ved Midway
- Omar Bundy 1861-1940), generalmajor i 1. verdenskrig som ledede 1st Expeditionary Division i Frankrig, tildelt den franske æreslegion og Croix de Guerre.
- Roger Chaffee (1935-1967) og Gus Grissom (1926-1967), astronauter, som blev dræbt da der udbrød brand i Apollo 1. (Edward White blev begravet på West Point)
- Claire Lee Chennault (1893–1958), amerikansk militærflyver som ledede De flyvende tigre i Kina under 2. verdenskrig.
- Bertram Tracy Clayton (1862-1918), medlem af kongressen fra New York, som blev dræbt i kamp i 1918
- Louis Cukela (1888-1956), Marine korps major, som blev tildelt to af Kongressens æresmedaljer for samme handling under 1. verdenskrig.
- Jane Delano (1862-1919), Direktør, Army Nursing Corps
- Sir John Dill (1881-1944), britisk diplomat og feltmarskal
- William J. Donovan (1883-1959), Generalmajor og chef for efterretningstjenesten OSS under 2. verdenskrig
- Abner Doubleday (1819-1893), general fra Borgerkrigen som fejlagtigt blev krediteret opfindelsen af baseball
- Rene Gagnon, Ira Hayes og Michael Strank: tre af de 6 soldater som er afbilledet på Joe Rosenthal's berømte billede Flaget rejses på Iwo Jima
- David Haskell Hackworth (1930–2005), oberst og den mest dekorerede amerikanske soldat.
- William "Bull" Halsey (1882-1959), 5-stjernet admiral fra 2. verdenskrig
- Kara Spears Hultgreen (1965–1994), første kvindelige hangarskibsbaserede jagerpilot
- James Jabara (1923-1966), Det første amerikanske jager-es i jetfly. Han nedskød 15 fjendtlige fly.
- Daniel "Chappie" James, Jr. (1920-1978), USAF, første firestjernede afro-amerikanske general i USA's væbnede styrker
- Philip Kearny (1815-1862), "frygtløs" en-armet kavaleri general som blev dræbt i Slaget ved Chantilly under borgerkrigen
- Włodzimierz B. Krzyżanowski (1824-1887), Polsk militær leder og general i Unionshæren under borgerkrigen.
- Mark Matthews (1894-2005), sidste overlevende Buffalo Soldier (veteran fra indianerkrigene)
- Francis Lupo (1895-1918), Menig dræbt i Frankrig under 1. verdenskrig; er formentlig den, som længst har været meldt savnet og senere blevet fundet (1918-2003)
- David McCampbell (1910-1996), kaptajn, flådens top jager-es i 2. verdenskrig med 34 nedskydninger.
- Montgomery Cunningham Meigs (1816-1892), Brigadegeneral. Arlington National Cemetery blev etableret af Brigadegeneral Montgomery C. Meigs, som ledede garnisonen i Arlington House og rekvirerede området den 15. juni 1864 til brug for en militærkirkegård.
- Glenn Miller (1904-1944), Major og velkendt orkesterleder, som forsvandt over den engelske kanal på vej til Paris. Hans lig blev aldrig fundet, men han fik en mindesten.
- Audie Murphy (1924-1971), U.S. Army, Amerikas mest dekorerede kampsoldat fra 2. verdenskrig og en populær filmskuespiller
- George S. Patton IV (1923-2004), generalmajor i hæren og søn af den berømte general fra 2. verdenskrig, George S. Patton
- John J. Pershing (1860-1948), den øverstkommanderende for de amerikanske styrker i 1. verdenskrig
- Francis Gary Powers (1929-1977), Amerikansk U-2 pilot som blev skud ned over Sovjetunionen i 1960
- John Aaron Rawlins (1831-1869), General under Borgerkrigen, stabschef og senere krigsminister under Ulysses S. Grant
- Alfred C. Richmond (1902-1984), Kommandør for United States Coast Guard
- Hyman G. Rickover (1900-1986), atomubådenes far
- Thomas Selfridge (1882-1908), premierløjtnant i hæren og den første person som blev dræbt ved en flyulykke.
- Philip Sheridan (1831-1888), general i Unionshæren under borgerkrigen
- Larry Thorne (1919-1965) finsk soldat som gjorde tjeneste i US special forces og var veteran fra 2. verdenskrig, kaldet "soldat som kæmpede under tre flag (Finland, Tyskland og USA)"
- Matt Urban (1919-1995), oberst i hæren. Højest dekorerede soldat for tapperhed i USA's militærhistorie.
- Jonathan Mayhew Wainwright IV (1883-1953), Generalmajor, helt fra Bataan og Corregidor; den amerikanske krigsfange med den højeste rang i 2. verdenskrig
- Robert Webb (1922-2002), B-17 Flying Fortress pilot
- Joseph Wheeler (1836–1906), gjorde tjeneste som Generalmajor i to modstående hære: Sydstatshæren under borgerkrigen og U.S. Army under Den spansk-amerikanske krig og den Filippinske-Amerikanske Krig
- Orde Charles Wingate (1903–1944), Britisk generalmajor, skaber og kommandør af Chinditterne
- Clark H. Woodward (1877-1968), Viceadmiral som gjorde tjeneste i 5 krige: Den spansk-amerikanske krig, Filippinske-Amerikanske Krig, Bokseropstanden og begge Verdenskrige
- Charles Young (1864-1922), første afrikansk-amerikanske oberstløjtnant i hæren

I maj 2006, var der 367 modtagere af Kongressens æresmedalje begravet på Arlington National Cemetery, 9 af dem var canadiere.

### Soldater i krigstid som fik andre fremtrædende karrierer
- Hugo Black, højesteretsdommer
- William Brennan, højesteretsdommer.
- Ron Brown, Handelsminister.
- William Jennings Bryan, Udenrigsminister, 3 gange præsidentkandidat og populær taler
- Bill Buckley, CIA Stationsleder myrdet i Beirut.
- Clark Clifford, Forsvarsminister og rådgiver for 4 præsidenter.
- Charles "Pete" Conrad, Jr. astronaut, og den 3. mand som betrådte månen.
- Dwight F. Davis, Krigsminister, grundlagde Davis Cup.
- John Foster Dulles, Udenrigsminister.
- Medgar Evers, Borgerrettighedsaktivist.
- Dashiell Hammett, forfatter.
- Grace Hopper, Kontreadmiral og pioner indenfor IT.
- Robert G. Ingersoll, politisk leder og populær taler, kendt for sin agnosticisme.
- John F. Kennedy (1917-1963), gjorde tjeneste i flåden under 2. verdenskrig, medlem af kongressen, senator og præsident for De Forenede Stater 1961-1963
- Jacqueline Lee Bouvier Kennedy 1929-1995 gift med John F. Kennedy
- Frank Kowalski, medlem af Repræsentanternes Hus fra Connecticut og veteran fra 2. verdenskrig.
- Pierre Charles L'Enfant ingeniørsoldat, arkitekt og byplanlægger af Washington, DC
- Robert Todd Lincoln, Krigsminister
- Joe Louis, verdensmester i boksning
- Allard Lowenstein, medlem af kongressen fra New York.[6]
- John Roy Lynch, tidligere slave, major i hæren og medlem af kongressen.
- Mike Mansfield, den som længst har været leder af flertallet i senatet og ambassadør i Japan.
- Lee Marvin, tidligere mariner og skuespiller.
- Bill Mauldin, politisk karrikaturtegner.
- John C. Metzler, Sergent i 2. verdenskrig og leder af Arlington National Cemetery fra 1951-1972. Hans søn, John C. Metzler, Jr. leder kirkegården i dag.
- Daniel Patrick Moynihan, Senator fra New York.
- Spottswood Poles, baseball spiller
- William H. Rehnquist, leder af højesteret
- Earl W. Renfroe, tandretter, som hjalp til med at udvikle forebyggende og opfangende tandretning.
- Frank Reynolds, nyhedsoplæser.
- Johnny Micheal Spann, CIA officer dræbt i Afghanistan.
- Samuel S. Stratton, medlem af kongressen valgt 15. gange, valgt i New York.
- William Howard Taft, krigsminister, præsident for USA og leder af højesteret.
- George Westinghouse, veteran fra borgerkrigen og grundlægger af Westinghouse Electric.
- Harvey W. Wiley, første leder af Food and Drug Administration og ophavsmand til lovgivning om rene fødevarer og medicin.
- Charles Willeford, veteran fra 2. verdenskrig og forfatter.

### Kendte civile
- Julian Bartley, Sr. (54) og hans søn Jay Bartley (20), dræbt sammen ved terrorist angreb i Nairobi på den amerikanske ambassade.
- Harry Blackmun, Thurgood Marshall, William O. Douglas og Potter Stewart, fire højesteretsdommere.
- Leslie Coffelt, US Secret Service agent, som blev dræbt, mens han kæmpede mod attentatmænd, som prøvede at dræbe præsident Harry S. Truman.
- Phyllis Kirk, berømt TV og film skuespillerinde, sammen med sin mand.
- James Parks, den eneste person begravet på Arlington Kirkegården, som også var født på området.
- Marie Teresa Rios, forfatter af Fifteenth Pelican, grundlaget for TV showet The Flying Nun.
- Kongrespolitibetjentene John Gibson og Jacob Chestnut som blev dræbt i tjenesten i 1998 og fik tildelt plads på kirkegården.
- Leslie Sherman, studerende på Virginia Tech som blev dræbt ved massakre på Universiteten den 16. april 2007.[7]

Uanset om de har været i krig er amerikanske præsidenter kvalificeret til at få en plads på Arlington, idet de har været øverstkommanderende for de væbnede styrker.
Der er blevet holdt tre statsbegravelser på Arlington: af Præsidenterne William Howard Taft og John F. Kennedy samt den af General John J. Pershing.